# Делавэрский университет
Делавэрский университет (англ. University of Delaware) — частный исследовательский университет, крупнейший университет в штате Делавэр. Основной университетский кампус находится в Ньюарке, спутниковые кампусы находятся в Довере, Уилмингтоне, Льюисе, и Джорджтауне.
Основан в 1743 году, что делает его одним из старейших университетов в США. Однако Делавэрский университет получил статус высшего учебного заведения только лишь в 1833 году.

## История
В 1743 году пресвитерианский министр Фрэнсис Элисон открыл «Бесплатную школу» (англ. Free School) в своем доме в Нью-Лондоне, штат Пенсильвания. В первые годы своего существования школа работала под эгидой Филадельфийского синода пресвитерианской церкви. Учебное заведение несколько раз меняло название и местонахождение: к 1765 году оно переехало в Ньюарк, где в 1769 году получило статус Академии Ньюарка.
В 1818 году законодательный орган Делавэра разрешил попечителям Ньюаркской академии проводить лотерею, чтобы собрать средства для основания колледжа. Но начало работы лотереи было отложено до 1825 года, так как некоторые попечители, будучи пресвитерианскими служителями, возражали против участия в лотерее по моральным соображениям. В 1832 году попечителями было выбрано место для колледжа и заключён договор на возведение его здания, строительство которого (ныне называется «Старый колледж») началось на рубеже 1832—1833 годов. В феврале 1833 года законодательный орган штата Делавэр зарегистрировал новое учебное заведение — Ньюаркский колледж, а Ньюаркская академия стала подготовительным отделением колледжа. Свою деятельность Ньюаркский колледж начал 8 мая 1834 года.
В 1841 и 1842 годах построены отдельные образовательные корпуса и общежитие для студентов академического отделения. В 1843 году название колледжа было изменено на Делавэрский колледж.
Гражданская война в США несколько задержала развитие этого учебного заведения штата Делавэр. В 1869 году попечительский совет Делавэрского колледжа подписал соглашение, в результате которого он стал государственным учреждением, что привело к прекращению его официальной связи с частной академией, которая стала работать как отдельное образовательное учреждение. В 1870 году Делавэрский колледж возобновил свою полноценную деятельность. В результате дополнительного финансирования колледж построил новые здания и получил возможность для привлечения бо́льшего количества студентов. Отличительными собственными цветами колледжа стали синий и золотой цвета.
В 1914 году в соседнем кампусе открылся Женский колледж. В 1921 году Делавэрский колледж переименован в Делавэрский университет и только в 1945 году он объединился с Женским колледжем, став учебным заведением с совместным обучением.
Университет быстро развивался во второй половине XX века. После Второй мировой войны количество зачисленных в него учащихся резко возросло благодаря законопроекту о военнослужащих и в конце 1940-х годов почти две трети студентов были ветеранами войны. С 1950-х годов Делавэрский университет увеличил количество учащихся в четыре раза и значительно расширил свой преподавательский состав, академические программы и исследовательскую деятельность.

## Деятельность
В настоящее время университет состоит из девяти колледжей:
- Alfred Lerner College of Business and Economics
- College of Agriculture and Natural Resources
- College of Arts and Sciences
- College of Earth, Ocean and Environment
- College of Education and Human Development
- College of Engineering
- College of Health Sciences
- Graduate College
- Honors College

и пяти школ:
- Joseph R. Biden, Jr. School of Public Policy and Administration (part of the College of Arts & Sciences)
- School of Education (part of the College of Education & Human Development)
- School of Marine Science and Policy (part of the College of Earth, Ocean and Environment)
- School of Nursing (part of the College of Health Sciences)
- School of Music (part of the College of Arts & Sciences)

Университетский кампус разделен на четыре части:
- Main Campus
- Laird Campus
- South Campus
- The Delaware Technology Park

Студенческие братства университета включают: Alpha Phi Alpha, Kappa Alpha Psi, Phi Kappa Tau, Phi Beta Sigma, Lambda Sigma Upsilon, Pi Alpha Phi, Phi Kappa Psi, Delta Tau Delta, Delta Sigma Pi, Alpha Sigma Phi, Kappa Delta Rho, Kappa Sigma, Sigma Alpha Epsilon, Alpha Gamma Rho, Lambda Chi Alpha, Sigma Pi, Sigma Phi Delta, Theta Chi, Pi Kappa Phi, Zeta Beta Tau и Sigma Phi Epsilon.
Студенческие сестринства объединяют: Delta Sigma Theta, Alpha Kappa Alpha, Zeta Phi Beta, Lambda Theta Alpha, Chi Upsilon Sigma, Lambda Pi Chi, Delta Phi Lambda, Phi Sigma Sigma, Alpha Delta Pi, Alpha Xi Delta, Gamma Phi Beta, Alpha Epsilon Phi, Chi Omega, Sigma Kappa, Alpha Phi, Delta Gamma, Alpha Sigma Alpha, Pi Beta Phi, Delta Delta Delta и Kappa Alpha Theta.
В 2015 году попечительский совет Делавэрского университета избрал Денниса Ассаниса 28-м президентом университета; он сменил на этом посту Нэнси Таргетт, исполнявшей обязанности президента в 2015—2016 годах.